# Anthonotha nigerica
Anthonotha nigerica är en ärtväxtart som först beskrevs av Baker f., och fick sitt nu gällande namn av J.Leonard. Anthonotha nigerica ingår i släktet Anthonotha och familjen ärtväxter. IUCN kategoriserar arten globalt som sårbar. Inga underarter finns listade i Catalogue of Life.